# Todesfall Medard Mutombo
Der Todesfall Medard Mutombo, einem psychisch erkrankten Mann aus dem Kongo, hat in Deutschland weitreichende Diskussionen über den Umgang der Polizei mit psychisch Kranken sowie über Polizeigewalt ausgelöst. Medard Mutombo verstarb am 6. Oktober 2022 in der Charité in Berlin, nachdem er drei Wochen zuvor in ein Koma gefallen war, das infolge eines Polizeieinsatzes zur Durchsetzung eines richterlichen Unterbringungsbeschlusses in einer geschlossenen Psychiatrie eingetreten war.

## Biografie
Kupa Ilunga Medard Mutombo, geboren im Kongo, lebte seit mehr als zwei Jahrzehnten in einem Wohnheim in Berlin-Spandau, das zur Vermeidung von Obdachlosigkeit vom Diakonischen Werk betrieben wird. Der 64-Jährige litt an Schizophrenie und wurde von einem gesetzlichen Betreuer des Bezirksamts unterstützt. Sein Bruder, Mutombo Mansamba, beschrieb Medard als fröhlich und verspielt, doch in den letzten Jahren verschlechterte sich sein Zustand. Sein Zimmer verwandelte sich in das eines Messies, und er ließ keine Betreuer mehr zu, sodass seine Medikamente unter der Tür durchgeschoben werden mussten.

## Polizeieinsatz und Tod
Am 14. September 2022 kam es zu einem fatalen Polizeieinsatz in Medards Wohnheim. Die Polizei sollte ihn, basierend auf einem richterlichen Beschluss, in die Psychiatrie einweisen. Der Einsatz eskalierte, und Medard kollabierte nach physischer Auseinandersetzung mit den Beamten. Er wurde reanimiert und ins Krankenhaus gebracht, fiel jedoch ins Koma und verstarb drei Wochen später. Die Obduktion ergab als Todesursache einen durch Sauerstoffmangel bedingten Hirnschaden. Sein Bruder Mutombo Mansamba, der von dem Vorfall erst nachträglich erfahren hat, erhebt seither schwere Vorwürfe gegen die Polizei.

## Juristische Folgen
Die Staatsanwaltschaft leitete Ermittlungen ein, stellte diese jedoch zunächst ein, da keine Anzeichen für Fremdverschulden festgestellt wurden. Nach Beschwerden des Bruders wurden die Ermittlungen jedoch wieder aufgenommen, um neuen Hinweisen nachzugehen. Die Kritik richtete sich nicht nur gegen den spezifischen Einsatz, sondern auch gegen den allgemeinen Umgang der Polizei mit psychisch Kranken und die häufige Anwendung von Gewalt. Die Anwältin des Bruders und weitere Kritiker fordern eine gründlichere Untersuchung und Aufklärung des Falls.

## Kritik
Der Fall Medard Mutombo steht exemplarisch für die gefährlichen Konfrontationen zwischen der Polizei und psychisch kranken Menschen, die mitunter tödlich enden. Kritiker mahnen eine bessere Schulung der Polizeikräfte im Umgang mit psychisch Kranken an und fordern die Durchführung solcher Einsätze durch speziell geschultes Personal und nicht durch eine Überzahl an Polizeikräften. Der Tod Mutombos stieß eine Debatte über Polizeigewalt, die Notwendigkeit einer Reform im Umgang mit psychischen Krankheiten und die Rechte von Menschen mit psychischen Erkrankungen in Deutschland an.